# Płatnerstwo

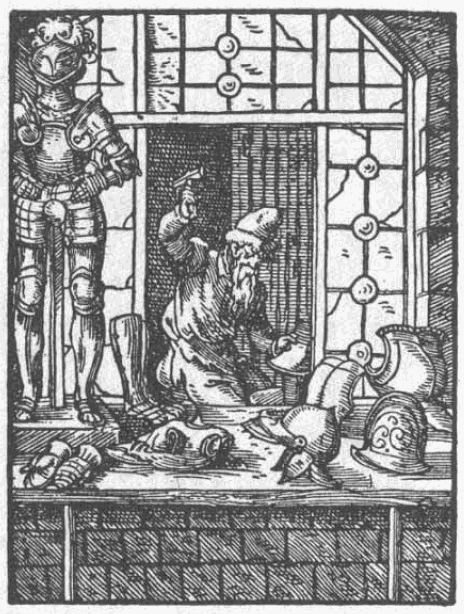
Płatnerstwo w XVI wieku

Płatnerstwo – dział rzemiosła wykonywany przez płatnerzy, polegający na kształtowaniu przedmiotów z metalu takich jak elementy zbroi, tarcze, hełmy itp..
W Polsce rozkwit płatnerstwa występował od XIV do XVIII wieku. 
W początkowym okresie płatnerze należeli do jednego cechu z pancernikami, którzy wykonywali zbroje z plecionki kolczystej. W XVII wieku utworzyli oni własny cech, który funkcjonował do połowy XVIII wieku.
Zakłady rzemieślnicze wykonujące takie wyroby znajdowały się w wielu miastach: w Krakowie na Stradomiu i Kazimierzu, w Wilnie, Warszawie, Bieczu, Wiślicy, Szydłowie, Świątnikach i Zielonkach pod Krakowem i innych. W XVII wieku na terenie Kielecczyzny powstały manufaktury produkujące uzbrojenie ochronne w Bobrzy i Kołomaniu – zbroje i hełmy oraz w Korczynie – kolczugi.